# Bamhani
Bamhani é uma cidade e uma nagar panchayat no distrito de Mandla, no estado indiano de Madhya Pradesh.

## Demografia
Segundo o censo de 2001, Bamhani tinha uma população de 9619 habitantes. Os indivíduos do sexo masculino constituem 51% da população e os do sexo feminino 49%. Bamhani tem uma taxa de literacia de 71%, superior à média nacional de 59,5%; com 56% para o sexo masculino e 44% para o sexo feminino. 12% da população está abaixo dos 6 anos de idade.